# Olympische Sommerspiele 2012/Teilnehmer (Niger)
| Gelbes Symbol für Goldmedaillen mit stilisierten Olympischen Ringen | Graues Symbol für Silbermedaillen mit stilisierten Olympischen Ringen | Braundes Symbol für Bronzemedaillen mit stilisierten Olympischen Ringen |
| ------------------------------------------------------------------- | --------------------------------------------------------------------- | ----------------------------------------------------------------------- |
| —                                                                   | —                                                                     | —                                                                       |

Niger nahm in London an den Olympischen Spielen 2012 teil. Es war die insgesamt elfte Teilnahme an Olympischen Sommerspielen. Das Comité Olympique et Sportif National du Niger nominierte sechs Athleten in fünf Sportarten.

## Flaggenträger
Der Boxer Moustapha Hima trug die Flagge Nigers während der Eröffnungsfeier im Olympiastadion.

## Teilnehmer nach Sportarten

### Boxen
| Athleten       | Wettbewerb              | 1. Runde   | 1. Runde             | Achtelfinale  | Achtelfinale  | Viertelfinale | Viertelfinale | Halbfinale    | Halbfinale    | Finale        | Finale        | Rang |
| Athleten       | Wettbewerb              | Gegner     | Ergebnis             | Gegner        | Ergebnis      | Gegner        | Ergebnis      | Gegner        | Ergebnis      | Gegner        | Ergebnis      | Rang |
| -------------- | ----------------------- | ---------- | -------------------- | ------------- | ------------- | ------------- | ------------- | ------------- | ------------- | ------------- | ------------- | ---- |
| Männer         |                         |            |                      |               |               |               |               |               |               |               |               |      |
| Moustapha Hima | Weltergewicht bis 69 kg | C. Hammond | 6:13 (2:2, 2:5, 2:6) | ausgeschieden | ausgeschieden | ausgeschieden | ausgeschieden | ausgeschieden | ausgeschieden | ausgeschieden | ausgeschieden | 17   |

### Judo
| Männer          |                  |             |         |                |         |               |               |               |               |               |               |               |               |               |               |    |
| Zakari Gourouza | Klasse bis 60 kg | Kenny Godoy | 100:000 | Arsen Galstjan | 000:101 | ausgeschieden | ausgeschieden | ausgeschieden | ausgeschieden | ausgeschieden | ausgeschieden | ausgeschieden | ausgeschieden | ausgeschieden | ausgeschieden | 17 |

### Leichtathletik
Laufen und Gehen
| Athleten           | Wettbewerb | Vorlauf     | Vorlauf | Halbfinale    | Halbfinale    | Finale        | Finale        | Rang |
| Athleten           | Wettbewerb | Zeit        | Rang    | Zeit          | Rang          | Zeit          | Rang          | Rang |
| ------------------ | ---------- | ----------- | ------- | ------------- | ------------- | ------------- | ------------- | ---- |
| Frauen             |            |             |         |               |               |               |               |      |
| Nafissa Souleymane | 100 m      | 12,81 s     | 6       | ausgeschieden | ausgeschieden | ausgeschieden | ausgeschieden | 20   |
| Männer             |            |             |         |               |               |               |               |      |
| Rabiou Guero Gao   | 1500 m     | 4:05,46 min | 15      | ausgeschieden | ausgeschieden | ausgeschieden | ausgeschieden | 43   |

### Rudern
| Athleten             | Wettbewerb | Vorlauf     | Vorlauf | Vorlauf       | Hoffnungslauf | Hoffnungslauf | Hoffnungslauf  | Viertelfinale | Viertelfinale | Viertelfinale | Halbfinale  | Halbfinale | Halbfinale    | Finale      | Finale | Rang |
| Athleten             | Wettbewerb | Zeit        | Rang    | Qualifikation | Zeit          | Rang          | Qualifikation  | Zeit          | Rang          | Qualifikation | Zeit        | Rang       | Qualifikation | Zeit        | Rang   | Rang |
| -------------------- | ---------- | ----------- | ------- | ------------- | ------------- | ------------- | -------------- | ------------- | ------------- | ------------- | ----------- | ---------- | ------------- | ----------- | ------ | ---- |
| Männer               |            |             |         |               |               |               |                |               |               |               |             |            |               |             |        |      |
| Hamadou Djibo Issaka | Einer      | 8:25,56 min | 5       | Hoffnungslauf | 8:39,66 min   | 4             | Halbfinale E/F | –             | –             | –             | 9:07,99 min | 4          | Finale F      | 8:53,88 min | 3      | 33   |

### Schwimmen
| Athleten                 | Wettbewerb    | Vorlauf | Vorlauf | Halbfinale    | Halbfinale    | Finale        | Finale        | Rang |
| Athleten                 | Wettbewerb    | Zeit    | Rang    | Zeit          | Rang          | Zeit          | Rang          | Rang |
| ------------------------ | ------------- | ------- | ------- | ------------- | ------------- | ------------- | ------------- | ---- |
| Frauen                   |               |         |         |               |               |               |               |      |
| Nafissatou Moussa Adamou | 50 m Freistil | 37,29 s | 1       | ausgeschieden | ausgeschieden | ausgeschieden | ausgeschieden | 71   |